# Tai Kamiya
Taichi Kamiya , chamado no Japão e em Portugal de Taichi Yagami (八神　太一, Yagami Taichi), mais conhecido pelo apelido Tai (太), é um personagem da franquia Digimon. Tai apareceu pela primeira vez no mangá Digimon Adventure V-Tamer 01, lançado em 1998, mas depois foi remodelado para os animes Digimon Adventure, Digimon Adventure 02 e Digimon Xros Wars II.
No universo de V-Tamer, Tai é o parceiro de Zeromaru e o herói humano destinado a derrotar Daemon. Em Digimon Adventure ele é o líder da primeira geração de DigiEscolhidos, portador do Brasão da Coragem (勇気の紋章, Yūki no mōshō) e irmão mais velho de Kari Kamiya. Tai foi o personagem que começou a tradição dos líderes usarem óculos de segurança.

## Desenvolvimento
Tanto a aparência quanto a personalidade de Tai foram criados por Katsuyoshi Nakatsuru. Em uma entrevista exclusiva com Satoru Nishizono, um dos produtores dos animes da franquia, foi revelado que a equipe de produção escolheu esse nome para o personagem por que ele tem um kanji que está relacionado à sorte.

## Características
Tai é um garoto aventureiro, atlético, carismático e com um grande senso de liderança, qualidades que o tornam facilmente um líder. Contudo, sua personalidade impulsiva e agressiva o colocam em perigo com frequência, bem como em brigas com seu rival Matt. Sua maior característica e também aquela que lhe proporcionou seu Brasão é a coragem, que ele adquire tendo compaixão e compreendendo seus amigos. Ele é o melhor amigo de Sora e os dois dividem uma paixão por futebol.
Em Adventure 02, Tai se tornou mais paciente e faz parte do time de futebol da sua escola. Sua melhor amiga é Sora Takenouchi, que já era sua companheira tanto nas partidas de futebol quanto nas batalhas do Digimundo na primeira temporada do anime. Ele auxilia a nova geração de DigiEscolhidos diversas vezes, especialmente o novo líder, Davis Motomiya, para quem Tai passou os seus óculos. Apesar de mais velho, Tai mantém seu senso de humor e continua fazendo piadas sobre outros personagens. Ele, assim como outros DigiEscolhidos, mora em Odaiba.

## Aparições

### V-Tamer
Em V-Tamer, os Digimons são programas usados em lutas virtuais através de brinquedos chamados V-Pets. Tai, com seu parceiro Zeromaru, tenta entrar em um torneio de V-Pets mas é banido por que Zeromaru não foi reconhecido como um verdadeiro Digimon. Entretanto, no final do torneio, Tai consegue uma luta com o campeão Neo Saiba e eles empatam - um resultado que era impossível nesse tipo de jogo. Após ver as habilidades do garoto, Lorde HolyAngemon o leva até o Mundo Digital onde ele conhece Zeromaru pessoalmente e os dois recebem a missão de reunir as cinco Tamer Tags para derrotar Daemon, que está tentando dominar o local. Após enfrentarem muitos inimigos, alguns que se tornam aliados, Tai e Zeromaru conseguem destruir o vilão fazendo Zeromaru atingir a forma Super Perfeita. Apesar de ser o Tai original, essa encarnação do personagem nunca apareceu fora do mangá. Em três capítulos especiais do mangá, esse Tai conhece Davis, Ryo Akiyama e Takuya Kanbara. Davis nota que o seu Tai é diferente desse.

### Digimon Adventure
A história de Tai em Adventure começa no filme Digimon Adventure, que é um prólogo para a série de TV. Ainda criança, Tai e sua irmã Kari recebem por computador um Digiovo contendo um Botamon, que com o tempo evolui até a forma de Agumon. Quando um Parrotmon aparece, Agumon se Digievolui num Greymon para proteger Tai e Kari. No final da luta, um grande portal se abre no céu e leva ambos os Digimons. Essa experiência levou Tai, Kari e seus amigos que assistiram a luta a se tornarem DigiEscolhidos quatro anos mais tarde. Levado para o DigiMundo, Tai conhece seu parceiro Agumon e lídera os DigiEscolhidos em sua busca para voltar ao Japão. Utilizando seu Digivice ele faz com que Agumon atinja a forma de Greymon. Após conhecerem seu primeiro inimigo, [[Devimon, os DigiEscolhidos são separados e Tai vaga pelo DigiMundo conhecendo vários Digimons até que o grupo se reúne e Devimon é derrotado por Angemon. Com a chegada do velho Gennai e a missão de proteger o DigiMundo de um mau ainda maior, Tai encontra o Brasão da Coragem e rivaliza o vilão Etemon. Forçando seu parceiro a DigiEvoluir para enfrentar Etemon, Greymon se torna o temível SkullGreymon e ataca seus próprios amigos até ficar exausto e voltar a forma de Koromon. Aprendendo com seu erro, Tai faz com que Greymon se torne MetalGreymon e derrote Etemon, mas os dois são mandados para o Mundo Real em consequência da massiva energia sombria de Etemon. Lá, Tai e Agumon passam um dia com Kari e retornam para o DigiMundo.
De volta ao DigiMundo, Tai encontra T.K. e os dois descobrem aos poucos a ameaça que é Myotismon. Conforme o grupo se reunia, Myotismon conta que está a procura do oitavo DigiEscolhido, aquele que está destinado a derrotá-lo. Ele abre um portal para o Mundo Real e é seguido pelos DigiEscolhidos. Com o Japão sob o comando de Myotismon, Tai defende sua irmã do exército inimigo até que Wizardmon revela Kari como a oitava DigiEscolhida. Os DigiEscolhidos então enfrentam Myotismon, que é derrotado graças ao sacrifício de Wizardmon. Contudo, ele se DigiEvolui em VenomMyotismon. Tai recebe uma flechada de Angewomon e assim adquire poder suficiente para fazer com que Agumon possa MegaDigiEvoluir em WarGreymon, que vence Myotismon ao lado de MetalGarurumon. Com o Mundo Real à salvo, os DigiEscolhidos vêm o DigiMundo em perigo com a aparição dos Mestres das Trevas enquanto eles enfrentavam Myotismon. Tai e WarGreymon aniquilam o mestre MetalSeadramon e depois têm de lutar contra Matt e MetalGarurumon, já que Matt começou a ter dúvidas sobre a liderança de Tai. Após um reconciliamento entre os dois, Tai e WarGreymon derrotam o mestre Mugendramon. No entanto, eles são facilmente vencidos por Piedmon. Na batalha final contra Apocalymon, o líder dos Mestres das Trevas e criador de todos os vilões anteriores, Tai e os outros o derrotam com o poder de seus Digivices. Com ambos os mundos em segurança, os DigiEscolhidos são obrigados a retornarem ao Japão.
Durante um período indeterminado, Gennai reuniu os DigiEscolhidos para que eles criassem uma barreira protetora no DigiMundo através de seus Brasões. Consequentemente, Agumon perde a habilidade de SuperDigiEvoluir em MetalGreymon e MegaDigiEvoluir em WarGreymon. Três anos mais tarde, em Digimon Adventure 02, Tai se torna um dos veteranos que auxiliam a 2° Geração de DigiEscolhidos. Ele passa seus óculos para Davis e também o cargo de líder do grupo. Tai permanece ajudando Davis em momentos de dificuldade até que surgem Arukenimon e Mummymon. Utilizando várias Torres Negras, Arukenimon cria uma versão maligna de WarGreymon, o BlackWarGreymon. Agumon recebe de Azulongmon um aumento de energia e assim volta a ter a habilidade de poder MegaDigiEvoluir em WarGreymon. Tai logo o coloca para enfrentar BlackWarGreymon. Conforme a história prossegue, Arukenimon e Mummymon são revelados como servos do supostamente morto Myotismon, Tai e todos os outros DigiEscolhidos utilizam a luz de seus Digivices para derrotá-lo mais uma vez. No epílogo da série, em 2027, Tai se tornou um diplomata e tem um filho que possui um Koromon.

### Outras aparições

Tai e os outros Heróis Lendários.

No segundo filme de Adventure, que se passa entre as duas temporadas, Tai é um dos protagonistas que combatem Diaboromon. No decorrer do filme, ele e Matt fundem WarGreymon e MetalGarurumon, criando o poderoso Omnimon.[carece de fontes?] Nos filmes de Adventure 02, que acontecem depois da derrota final de Myotismon, Tai se torna um personagem secundário. Em Os Digiovos Dourados, Tai e seus amigos da primeira geração são vítimas de Wendigomon e permanecem em uma dimensão alternativa até serem resgatados pelos novos DigiEscolhidos. Em A Vingança de Diaboromon, Tai e Matt enfrentam Diaboromon outra vez com Omnimon, mas são derrotados quando o vilão se transforma em Armageddemon.[carece de fontes?] Tai ainda está presente na histórias dos CDs Drama de Adventure e em algumas nos de Adventure 02.
Tai já apareceu em diversos crossovers entre os muitos universos de Digimon, especialmente em jogos. Ele é um dos personagens jogáveis em Digimon Tamers: Digimon Medley, um jogo que conta diversas histórias dos três primeiros animes. Também aparece em jogos de luta como na série Digimon Battle Spirits e Digimon: Rumble Arena. Ele também aparece em todos os jogos de Adventure, o mais recente sendo um RPG usado para celebrar os 15 anos da franquia. Ele e Sora ainda fazem participações especiais no mundo de Digimon World Re:Digitize. No sexto anime da franquia, Digimon Xros Wars II, Tai é selecionado pelo Relojeiro como um dos Heróis Lendários que salvaram seus mundos. Ao lado de Davis, Takato, Takuya, Marcus e Taiki, ele usa sua energia para adquirir uma poderosa arma chamada Brave Snatcher para enfrentar Quartzmon.
Assim como outros personagens da série, Tai possui vários temas musicais, muitos cantados por sua seiyu Toshiko Fujita. Dentre elas estão "Yūki wo Tsubasa ni Shite" (勇気を翼にして), "Atarashī Taiyō" (新しい太陽) e "Towa ni Tsuzuke!!" (永久に続け!!). Tai e Agumon ainda possuem um álbum com três músicas, "Best Partner 1: Yagami Taichi & Agumon". O álbum estreou em 77.º lugar no ranking da Oricon, onde permaneceu por 1 semana.

## Recepção
A popularidade de Tai variou muito durante a exibição de Digimon Adventure, como mostram as várias votações realizadas pela Toei Animation. Ele se classificou em primeiro lugar em uma votação sobre qual personagem o público gostaria de ter como amigo. Na primeira pesquisa de DigiEscolhido favorito, Tai se classificou em terceiro lugar. Quando essa mesma pesquisa foi realizada outras três vezes, sua colocação caiu para sexto lugar, subiu para quarto e se estabilizou em quinto. Em contradição, Tai se classificou em segundo lugar como personagem que os telespectadores gostariam de ser, gostariam de ter como irmão e gostariam de ter como namorado. Ficou em quarto lugar em uma pesquisa sobre qual DigiEscolhido é o mais forte. Nas pesquisas sobre a aparência dos personagens, Tai ficou em sétimo lugar como personagem com o melhor visual para o inverno, quarto com o melhor visual para o verão, sexto com o melhor visual para o outono e sétimo, mais uma vez, com o melhor visual para primavera. Os óculos de Tai foram eleitos o segundo item dos DigiEscolhidos que os fãs gostariam de ter, perdendo para a gaita de Matt por sete votos.